# Лейона (тауншип, Миннесота)
Лейона (англ. Laona) — тауншип в округе Розо, Миннесота, США. На 2000 год его население составило 578 человек.

## География
По данным Бюро переписи населения США площадь тауншипа составляет 98,6 км², из которых 98,6 км² занимает суша, a вода составляет 0,03 %.

## Демография
По данным переписи населения 2000 года здесь находились 578 человек, 202 домохозяйства и 152 семьи.  Плотность населения —  5,9 чел./км².  На территории тауншипа расположено 223 постройки со средней плотностью 2,3 построек на один квадратный километр. Расовый состав населения: 97,06 % белых, 0,52 % афроамериканцев, 1,56 % коренных американцев и 0,87 % приходится на две или более других рас. Испанцы или латиноамериканцы любой расы составляли 0,17 % от популяции тауншипа.
Из 202 домохозяйств в 42,1 % воспитывались дети до 18 лет, в 64,9 % проживали супружеские пары, в 5,0 % проживали незамужние женщины и в 24,3 % домохозяйств проживали несемейные люди. 18,8 % домохозяйств состояли из одного человека, при том 6,9 % из — одиноких пожилых людей старше 65 лет. Средний размер домохозяйства — 2,86, а семьи — 3,33 человека.
32,2 % населения — младше 18 лет, 8,3 % — в возрасте от 18 до 24 лет, 29,9 % — от 25 до 44, 21,8 % — от 45 до 64, и 7,8 % — старше 65 лет. Средний возраст — 33 года. На каждые 100 женщин приходилось 102,8 мужчин.  На каждые 100 женщин старше 18 приходилось 109,6 мужчин.
Средний годовой доход домохозяйства составлял 37 250 долларов, а средний годовой доход семьи —  40 500 долларов. Средний доход мужчин —  26 845  долларов, в то время как у женщин — 23 393. Доход на душу населения составил 15 112 долларов. За чертой бедности находились 5,0 % семей и 7,1 % всего населения тауншипа, из которых 5,4 % младше 18 и 8,0 % старше 65 лет.